# Chimarra angustipennis
Chimarra angustipennis là một loài Trichoptera trong họ Philopotamidae. Chúng phân bố ở vùng Tân nhiệt đới và vùng Tân Bắc giới.